# Lukas Greiderer
Lukas Greiderer (ur. 8 lipca 1993) – austriacki narciarz, specjalista kombinacji norweskiej, brązowy medalista olimpijski, trzykrotny medalista mistrzostw świata, zwycięzca Pucharu Kontynentalnego.
Jego młodszy brat, Simon Greiderer, uprawiał skoki narciarskie.

## Kariera
Po raz pierwszy na arenie międzynarodowej pojawił się 30 stycznia 2009 roku, kiedy wystartował w zawodach Alpen Cup w Libercu. Zajął wtedy 23. miejsce w sprincie. Nigdy nie startował na mistrzostwach świata juniorów. W Pucharze Świata zadebiutował 20 stycznia 2013 roku w Seefeld, gdzie zajął 42. miejsce w zawodach rozgrywanych metodą Gundersena. Pierwsze punkty wywalczył 4 stycznia 2014 roku w Czajkowskim, zajmując 11. miejsce w Gundersenie. Najlepsze wyniki osiągnął w sezonie 2015/2016, kiedy zajął 33. miejsce w klasyfikacji generalnej.
Równocześnie ze startami w Pucharze Świata Greiderer startuje również w Pucharze Kontynentalnym. Odnosił tam większe sukcesy, między innymi zwyciężając w klasyfikacji generalnej sezonu 2014/2015. Ponadto w sezonach 2013/2014 i 2015/2016 zajmował trzecie miejsce w klasyfikacji generalnej.

## Osiągnięcia

### Igrzyska olimpijskie
| Miejsce | Dzień     | Rok  | Miejscowość | Konkurencja           | Wynik zwycięzcy | Strata | Zwycięzca      |
| ------- | --------- | ---- | ----------- | --------------------- | --------------- | ------ | -------------- |
| 3.      | 9 lutego  | 2022 | Zhangjiakou | Gundersen HS106/10 km | 25:07,7         | +6,6   | Vinzenz Geiger |
| 5.      | 15 lutego | 2022 | Zhangjiakou | Gundersen HS140/10 km | 27:13,3         | +11,8  | Jørgen Graabak |
| 4.      | 17 lutego | 2022 | Zhangjiakou | Sztafeta HS140/4x5 km | 50:45,1         | +59,6  | Norwegia       |

### Mistrzostwa świata
| Miejsce | Dzień     | Rok  | Miejscowość | Konkurencja                     | Wynik zwycięzcy | Strata  | Zwycięzca          |
| ------- | --------- | ---- | ----------- | ------------------------------- | --------------- | ------- | ------------------ |
| 8.      | 26 lutego | 2021 | Oberstdorf  | Gundersen HS106/10 km           | 23:01,2         | +1:01,9 | Jarl Magnus Riiber |
| 3.      | 28 lutego | 2021 | Oberstdorf  | Sztafeta HS106/4x5 km           | 43:57,7         | +49,1   | Norwegia           |
| 13.     | 4 marca   | 2021 | Oberstdorf  | Gundersen HS137/10 km           | 23:11,1         | +2:48,6 | Johannes Lamparter |
| 1.      | 6 marca   | 2021 | Oberstdorf  | Sprint drużynowy HS137/2x7,5 km | 29:29,7         | -       | -                  |
| 3.      | 1 marca   | 2023 | Planica     | Sztafeta HS138/4x5 km           | 47:20,4         | +9,3    | Norwegia           |
| 15.     | 4 marca   | 2023 | Planica     | Gundersen HS138/10 km           | 23:42,6         | +2:25,0 | Jarl Magnus Riiber |

### Puchar Świata

#### Miejsca w klasyfikacji generalnej
- sezon 2012/2013: niesklasyfikowany
- sezon 2013/2014: 47.
- sezon 2014/2015: 66.
- sezon 2015/2016: 33.
- sezon 2016/2017: 53.
- sezon 2017/2018: 16.
- sezon 2018/2019: 17.
- sezon 2019/2020: 11.
- sezon 2020/2021: 9.
- sezon 2021/2022: 18.
- sezon 2022/2023: 21.
- sezon 2023/2024: 17.
- sezon 2024/2025: 19.

#### Miejsca na podium chronologicznie
| Nr | Data            | Miejscowość | Konkurencja           | Wynik zwycięzcy | Pozycja | Strata | Zwycięzca       |
| -- | --------------- | ----------- | --------------------- | --------------- | ------- | ------ | --------------- |
| 1. | 16 marca 2019   | Schonach    | Gundersen HS106/10 km | 25:10,8         | 2.      | +0,6   | Bernhard Gruber |
| 2. | 19 grudnia 2020 | Ramsau      | Gundersen HS98/10 km  | 23:55,6         | 3.      | +1,3   | Vinzenz Geiger  |
| 3. | 7 lutego 2021   | Klingenthal | Gundersen HS140/10 km | 23:28,0         | 3.      | +4,6   | Vinzenz Geiger  |

### Puchar Kontynentalny

#### Miejsca w klasyfikacji generalnej
- sezon 2011/2012: 84.
- sezon 2012/2013: 22.
- sezon 2013/2014: 3.
- sezon 2014/2015: 1.
- sezon 2015/2016: 3.
- sezon 2016/2017: 4.

#### Miejsca na podium chronologicznie
| Nr  | Data             | Miejscowość | Konkurencja           | Wynik zwycięzcy | Pozycja | Strata | Zwycięzca                  |
| --- | ---------------- | ----------- | --------------------- | --------------- | ------- | ------ | -------------------------- |
| 1.  | 12 stycznia 2014 | Høydalsmo   | Gundersen HS94/10 km  | 24:28,3         | 3.      | +2,1   | Armin Bauer                |
| 2.  | 14 marca 2014    | Ruka        | Gundersen HS142 km    | 28:46,8         | 2.      | +13,4  | Tomaz Druml                |
| 3.  | 12 grudnia 2014  | Park City   | Gundersen HS100/10 km | 29:17,2         | 2.      | +8,7   | Tomaz Druml                |
| 4.  | 25 stycznia 2015 | Planica     | Gundersen HS139/10 km | 24:31,1         | 2.      | +0,6   | Sindre Ure Søtvik          |
| 5.  | 1 marca 2015     | Ruka        | Gundersen HS142/10 km | 26:47,9         | 1.      | -      | -                          |
| 6.  | 10 stycznia 2016 | Høydalsmo   | Gundersen HS94/10 km  | 28:15,8         | 3.      | +15,2  | Franz-Josef Rehrl          |
| 7.  | 16 stycznia 2016 | Ruka        | Gundersen HS142/10 km | 27:41,8         | 3.      | +9,3   | Ilkka Herola               |
| 8.  | 6 lutego 2016    | Planica     | Gundersen HS139/10 km | 24:31,6         | 1.      | -      | -                          |
| 9.  | 7 lutego 2016    | Planica     | Gundersen HS139/10 km | 24:50,0         | 3.      | +7,2   | Bernhard Flaschberger      |
| 10. | 13 lutego 2016   | Ramsau      | Gundersen HS134/10 km | 22:38,7         | 3.      | +9,6   | Vinzenz Geiger             |
| 11. | 7 stycznia 2017  | Høydalsmo   | Gundersen HS94/10 km  | 25:02,5         | 3.      | +2,8   | Truls Sønstehagen Johansen |
| 12. | 14 stycznia 2017 | Ruka        | Gundersen HS142/10 km | 27:51,3         | 1.      | -      | -                          |

### Letnie Grand Prix

#### Miejsca w klasyfikacji generalnej
- 2014: 8.
- 2015: 26.
- 2016: nie brał udziału
- 2017: 3. (19.)[7]
- 2018: (21.)[8]
- 2019: (8.)[9]
- 2021: (21.)[10]
- 2022: nie brał udziału
- 2023: (41.)[11]
- 2024: (24.)[12]

#### Miejsca na podium chronologicznie
| Nr | Data             | Miejscowość | Konkurencja           | Wynik zwycięzcy | Pozycja | Strata  | Zwycięzca       |
| -- | ---------------- | ----------- | --------------------- | --------------- | ------- | ------- | --------------- |
| 1. | 30 sierpnia 2014 | Oberstdorf  | Gundersen HS137/15 km | 39:58,0         | 3.      | +1:41,2 | Johannes Rydzek |